# Jezioro Wielkie (gmina Wieleń)
Jezioro Wielkie – zbiornik wodny (sztuczny) w woj. wielkopolskim, w powiecie czarnkowsko-trzcianeckim, w gminie Wieleń, leżący na terenie Puszczy Noteckiej w pobliżu Miałów (na wschód od wsi). Jezioro jest częścią łańcucha jezior mialskich.

## Dane morfometryczne
Akwen leżący w dolinie Miały, ma wymiary około 1120 × 440 metrów, maksymalną głębokość 1,5 metra i położone jest na wysokości 51 m n.p.m. Na wschodzie łączy się z jeziorem Małym, a na zachodzie (pod linią kolejową z Poznania do Szczecina) z jeziorem Główki.
Powierzchnia zwierciadła wody według różnych źródeł wynosi od 34,0 ha przez 33,5 ha do 34,26 ha (lustra wody) lub 35,54 ha (ogólna).
Zwierciadło wody położone jest na wysokości 50,6 m n.p.m. lub 51,2 m n.p.m. Średnia głębokość jeziora wynosi 0,9 m, natomiast głębokość maksymalna 1,5 m.
Na podstawie badań przeprowadzonych w 1998 roku wody jeziora zaliczono do III klasy czystości.

## Hydronimia
Według urzędowego spisu opracowanego przez Komisję Nazw Miejscowości i Obiektów Fizjograficznych (KNMiOF) zbiornik ten klasyfikowany jest jako zbiornik wodny (sztuczny). W różnych publikacjach zbiornik ten nazywany jest jeziorem.
Państwowy rejestr nazw geograficznych jako nazwę główną zestandaryzowaną podaje Jezioro Wielkie. PRNG podaje dodatkowo nazwę oboczną tego zbiornika: Wądół. W różnych publikacjach zbiornik ten występuje pod nazwą Wielkie-Miały